# Златия (област)
Вижте пояснителната страница за други значения на Златия.
Златия или Златията е географска област (льосово плато) в Северозападна България, Западната Дунавска равнина, области Монтана и Враца.
Областта представлява асиметрично льосово плато, разположено между реките Цибрица от запад, Огоста от изток и Дунав от север. Площта му е около 600 km2 с размери около 24 км от север на юг и около 26 км от запад на изток. Платото е наклонено на изток и североизток и има надморска височина от 120 до 150 метра, като най-високата му точка (174,5 m, 43°47′35″ с. ш. 23°31′00″ и. д. / 43.793056° с. ш. 23.516667° и. д.) се намира в северозападната му част, близо до село Горни Цибър. То е слабо навълнено от ниски ридове (гредове) и льосови блюдца. През Златията не минават реки и сухите му дерета при обилни дъждове се оттичат на изток в река Огоста. Почвите на Златията са черноземни с високо естествено плодородие. На няколко места има останали естествени горички.
По периферията на платото са разположени 13 населени места, в т.ч. 2 града и 11 села:
- Област Монтана

- Община Вълчедръм – Вълчедръм, Горни Цибър, Златия, Разград, Септемврийци, Бъзовец;

- Област Враца

- Община Козлодуй – Козлодуй, Хърлец, Гложене, Бутан, Крива бара;
- Община Хайредин – Хайредин, Михайлово.

Златията е Орнитологично важно място и е включена в мрежата от защитени територии „Натура 2000“. Частично се напоява главно в източната, по-ниска част. Отглеждат се основно зърнени култури. В централната северна част на платото е изграден големият язовир „Шишманов вал“ на 93 m н.в., с водите на който се напояват северните и североизточните части на Златията. Южно от него на протежение около 7 км частично са запазени останките от т.нар. Шишманов защитен вал.

## Топографска карта
- Лист от карта K-34-11. Мащаб: 1 : 100 000.
- Лист от карта K-34-12. Мащаб: 1 : 100 000.
- Лист от карта K-34-23. Мащаб: 1 : 100 000.
- Лист от карта K-34-24. Мащаб: 1 : 100 000.